# Ikposo jezik
Ikposo jezik (ISO 639-3: kpo; akposo, akposso, kposo), nigersko-kongoanski jezik uže skupine kwa, kojim govori oko 155 000 ljudi u Togu (2002 SIL) u prefekturama Amou, Wawa i Ogou, i 7 500 u jugoistočnoj Gani (2003). Glavna ganska središta u kojima se govori su Amlamé, Amou-Oblo i Atakpamé.
Ikposo zajedno s jezicima adangbe [adq] (Gana), igo [ahl] (Togo) i tuwuli [bov] (Gana) čini leftbanksku podskupinu kposo-ahlo-bowili, i u njoj je po broju govornika najznačajni predstavnik

## Vanjske poveznice
- Ethnologue (14th)
- Ethnologue (15th)